# Pufdiffusion
Pufdiffusion er læren om hvordan en lille sky af røg, damp eller gas opblandes og vekselvirker med den omgivende luft i atmosfæren. Et puf er en lille sky af røg, damp eller gas (f.eks. et røgpuf fra et damplokomotiv). Diffusion er den (turbulente) proces, hvorved luftens indhold af røg, damp eller gas med tiden fortyndes fra høj til lav koncentration.
| Naturvidenskab | Spire Denne naturvidenskabsartikel er en spire som bør udbygges. Du er velkommen til at hjælpe Wikipedia ved at udvide den. |